# Rue d'Isly (Marseille)
Pour les articles homonymes, voir Rue d'Isly.
La rue d’Isly est une voie marseillaise située dans le 5e arrondissement de Marseille. 

## Situation et accès
Cette voie en ligne droite démarre avenue de Toulon, à proximité de la place Gouffé. Elle traverse le quartier Baille et se termine rue Ernest-Renan.

## Origine du nom
La rue est nommée en souvenir de la bataille d'Isly ayant eu lieu du 12 au 18 août 1844.

## Historique
La rue est classée dans la voirie de Marseille le 28 avril 1955.